# 徐仁标
徐仁標（1971年1月—），籍貫浙江省紹興市，漢族，中國共產黨黨員，中共中央黨校研究生學歷，中華人民共和國政治人物。

## 人物履歷
徐仁标早年在杭州大学（今浙江大学）体育系就读，期间于1990年6月加入中国共产党，1992年8月毕业后参加工作。历任杭州大学体育系党总支委员，团总支书记。后来出任台州市希望工程办公室干部；台州市青联副秘书长，秘书长；台州市直机关团工委书记兼市青联秘书长；台州团市委副书记、市青联副主席；中共台州市椒江区委委员、海门街道党委书记；中共台州市椒江区委委员、副区长。期间曾经在浙江省发展与改革委员会挂职出任外资处副处长。
此后，徐仁标历任台州经济开发区管委会副主任、党工委副书记；中共台州市路桥区委副书记、区委政法委书记；台州市路桥区委副书记、区长；2015年7月，任中共温岭市委副书记、市长。
2016年11月，升任中共温岭市委书记，在任期间，徐仁标号召温岭市领导干部重拾“超创干”精神，加快推动乡村振兴，积极实施产业、环境改革。2018年12月，升任中共台州市委常委。
2021年6月29日，中共中央组织部决定授予徐仁标“全国优秀县委书记”荣誉称号。同年11月，升任中共舟山市委委员、常委、副书记，市人民政府市长兼舟山群岛新区党工委委员、副书记。